# Arielina strigifrons
Arielina strigifrons är en skalbaggsart som beskrevs av Moser 1911. Arielina strigifrons ingår i släktet Arielina och familjen Cetoniidae. Inga underarter finns listade.